# Marbletípia
A marbletípia a kaosztípia egyik változata. Olyan nyomdászati eljárás, amely során a sztereotípiai csirizbe vagy gipszbe mártott nagylyukú szivacsot vaslapra nyomogattak. Száradás után lehetett erről lemezt önteni.